# Stubica (gmina Nikšić)
Stubica (cyr. Стубица) – wieś w Czarnogórze, w gminie Nikšić. W 2011 roku liczyła 53 mieszkańców.